# Trichocottus brashnikovi
Trichocottus brashnikovi är en fiskart som beskrevs av Soldatov och Pavlenko, 1915. Trichocottus brashnikovi ingår i släktet Trichocottus och familjen simpor. Inga underarter finns listade i Catalogue of Life.